# 羈絆 (橘子新樂園單曲)
《羈絆》（日语：キズナ），日本樂團橘子新樂園的第12張單曲。2005年8月24日發行。

## 簡介
KATCHAN退團後的首張單曲。而這首歌也是很大程度針對這件事，是一首描寫「友情羈絆的歌曲」。
被用作TBS電視劇《藉著雨點說愛你》的主題曲，上一年同名電影的主題曲《花》也是橘子新樂園的作品。
是《COUNT DOWN TV》播放第600回紀念時的銷量第1位單曲。

## 收錄曲目
1. 羈絆
2. 醬油的主題曲（ソイソースのTheme）
3. 呵呵呵（ほほほ）
4. 羈絆～Acoustic Ver.～